# Бенгесмия, Мохамед
Мохамед Бенгесмия (фр. Mohamed Benguesmia; род. 4 июля 1970 в Буфарике, Алжир) — алжирский боксёр-профессионал выступавший в полутяжёлой, первой тяжёлой и тяжёлой весовых категориях. Чемпион мира по версиям WBB (2003—2005) и UBO (2012), интерконтинентальный WBO (2001—2002) и претендент на титул интернационального чемпиона по версии WBC (2000).

## Карьера
Мохамед Бенгесмия дебютировал на профессиональном ринге 4 декабря 1997 года, победив техническим нокаутом американца Шенни Бюрнса (1-3). В своём четвёртом профессиональном поединке, который состоялся 24 февраля 1998 года, потерпел первое поражение в карьере, проиграв по очкам конголезцу Кесарю Казади (12-6-2). Однако уже в следующем своём поединке нокаутировал будущего абсолютного чемпиона мира в первом тяжёлом весе О’Нила Белла, на счёту которого на тот момент был один выигранный поединок. 2 октября 1999 года, в своём 15-м профессиональном поединке потерпел второе поражение от будущего чемпиона мира в полутяжёлом весе Антонио Тарвера (14-0).
3 марта 2000 года в бою за титул интернационального чемпиона в первом тяжёлом весе по версии WBC потерпел третье и последнее поражение в карьере, проиграв единогласным судейским решением итальянскому боксёру Яве Дэвису (41-9-3). 12 октября 2001 года нокаутировал датского боксёра Джеспера Кристианена (19-1-1) и выиграл титул интерконтинентального чемпиона в первом тяжёлом весе по версии WBO. 7 марта следующего года нокаутировал румына Октавиана Соицу (6-17-2) и защитил титул WBO.
20 ноября 2003 года победил немецкого боксёра Марко Хайничена (6-7) и завоевал титул чемпиона мира по версии WBB, провёл две успешные защиты титла, в 2004 и 2005 годах. Свой последний поединок Бенгесмия провёл 28 июня 2012 года, победив техническим нокаутом венгерского боксёра Ласло Хуберта (32-11) в бою за титул чемпиона по версии UBO.